# التنين الذي لا يستطيع الرقص
التنين الذي لا يستطيع الرقص (1979) هي رواية للمؤلف ترينيدادي إيرل لوفليس، وهي ثالث رواية تنشر. تدور أحداث الرواية في ميناء أسبانيا، وتركز على حياة ألدريك بروسبكت، الرجل الذي يقضي العام بأكمله في إعادة صنع زي التنين الخاص به للكرنفال. تشكل تفاعلات ألدريك مع الأشخاص الآخرين الذين يعيشون في حيه (بما في ذلك فيش أي، وهو قاتل محلي، وبارياج، وهو هندي ريفي ينتقل إلى المدينة للابتعاد عن تراثه العائلي) خلفية لنضالاتهم الفردية من أجل تعريف الذات في مجتمع تهيمن عليه الانقسامات العرقية والموروثات الاستعمارية. تتوج القصة مع ألدريك وفيش أي، جنبًا إلى جنب مع عدد قليل من المتابعين، بسرقة سيارة شرطة واحتجاز ضابطي شرطة كرهائن. تقود الأحداث التي أحاطت بأخذ الرهائن، وما بعد الحدث، القارئ في رحلة عبر النفس الاستعمارية، وتكشف المشاكل عميقة الجذور لمجتمع لم يتصالح بعد مع ماضيه الاستعماري وانقساماته العرقية.

## الشخصيات
- ألدريك، بطل الرواية الرئيسي، يجسد «التنين»
- سيلفيا، تمثل الحب الخاص بالتل، تمثل الشباب والنشاط الجنسي
- بيلاسكو «فيش» جون، يمثل الشخص سيئ السمعة في التل
- بارياج، الهندي، يمثل التمييز العنصري والاستبعاد
- فيلو، عضو رئيسي في الفرقة، يصبح مغنيًا ثريًا في فرقة كاليسبو
- السيدة أوليف، والدة سيلفيا
- السيد جاي، حبيب سيلفيا
- دوللي، زوجة بارياج
- السيدة كارولين

## السياق التاريخي
بدأ تاريخ ترينيداد المسجل عندما وصل كريستوفر كولومبوس في 31 يوليو 1498. كانت ترينيداد مأهولة بالسكان الأمريكيين الهنود من مجموعة الأراواك، الذين عاشوا هناك لقرون عديدة، وجزيرة كاريب التي بدأت في مداهمة الجزيرة قبل عام 1498 بفترة طويلة وأقامت مستوطنات بحلول نهاية القرن السادس عشر. بعد اكتشافها من قبل كولومبوس، بدأ الأسبان بالاستقرار في الجزيرة وبدأ إنتاج التبغ والكاكاو خلال القرن السابع عشر، ولكن بسبب افتقارهم إلى الضروريات اللازمة للتنمية الاقتصادية والشحن، تعطلت القدرة على تطوير قاعدة إنتاجية، فشلت إسبانيا في تطوير القاعدة الصناعية والتجارية الإنتاجية اللازمة للحفاظ على الإمبراطورية.
"بحلول عام 1783، أدركت الحكومة الإسبانية أن المزارعين الفرنسيين، مع عبيدهم ورأس مالهم وخبرتهم في زراعة المحاصيل الاستوائية الأساسية، يجب أن ينجذبوا إذا كانت ترينيداد ستطور كمستعمرة زراعية. نتيجة هذه القناعة. صدر سيدولا (مرسوم) السكان في 24 نوفمبر 1783. كان الحافز الرئيسي الذي قدمه سيدولا هو منح الأرض مجانًا لكل مستوطن جاء إلى ترينيداد مع عبيده بشرطين: أن يكون المهاجر كاثوليكيًا رومانيًا وتابعًا لأمة صديقة لإسبانيا. وهذا يعني أن المستوطنين سيكونون فرنسيين على وجه الحصر تقريبًا لأن المزارعين الفرنسيين هم فقط من يمكنهم تلبية متطلبات الكاثوليكية الرومانية والتحالف مع إسبانيا، وهكذا بدأ عدد كبير من الفرنسيين والعبيد الهجرة إلى ترينيداد وبدأ اقتصاد الجزيرة في الازدهار. سرعان ما أصبح السكر أهم محصول في ترينيداد، ومع ازدهار صناعة السكر، ازدهرت تجارة الرقيق عبر المحيط الأطلسي، وجلبت المزيد من الأفارقة المستعبدين إلى الجزيرة. أثر هذا بشكل كبير على الثقافة السائدة في ترينيداد. أصبحت ثقافة الكريول قاعدة للمجتمع الأسود ويمكن رؤية التأثير الفرنسي في الملابس والموسيقى والرقص.
«إلى جانب هجرة المجتمعات الثقافية المتنوعة، ظهرت تراتبية اجتماعية أكثر تبعًا للطبقية. في وقت مبكر من عام 1779، تولى روم دي سانت لوران منصب ألكالد إكستراورديناريو في الكابيلدو. وأولئك الذين جلسوا على الكابيلدو، كانوا بلا استثناء أصحاب الأراضي البيض الأثرياء وأصحاب العبيد الذين كانت سياساتهم ملكية ومحافظة، التزم الرجال بالحفاظ على العبودية وهيمنة البيض». أصبح الكابيلدو يُعرف باسم طبقة النخبة الحاكمة في ترينيداد.
"بحلول تسعينيات القرن التاسع عشر، كان التجار البريطانيون قد أجروا تجارة مزدهرة مع ترينيداد. وقد جعلها موقعها الجغرافي قاعدة مثالية، ما ضمن أن ترينيداد ستكون في مأمن من البحرية البريطانية".
"في يوليو 1795 جرى التوقيع على معاهدة سلام بين إسبانيا والجمهورية الفرنسية، ما جعل إسبانيا (وبالتالي مستعمرة ترينيداد) متحالفة بشدة مع فرنسا. ثم في أكتوبر 1796، نجحت الحكومة الفرنسية في إجبار إسبانيا على إعلان الحرب مع بريطانيا. ما يعني أن ترينيداد أصبحت حينها مكشوفة للبحرية البريطانية.

### المعلومات الكاملة للمراجع
- Brereton, Bridget: Race Relations in Colonial Trinidad 1870–1900 (مطبعة جامعة كامبريدج، 1979).
- مايكل أنتوني: Profile Trinidad: A Historical Survey from the Discovery to 1900 (Macmillan Caribbean, 1975).